# Antipalpus sinuatus
Antipalpus sinuatus är en tvåvingeart som först beskrevs av Friedrich Hermann Loew 1854.  Antipalpus sinuatus ingår i släktet Antipalpus och familjen rovflugor. Inga underarter finns listade i Catalogue of Life.